# Danh sách cầu thủ tham dự Cúp bóng đá châu Phi 1972
Dưới đây là danh sách các đội hình thi đấu tại Cúp bóng đá châu Phi 1972.

## Bảng A

### Cameroon
Huấn luyện viên:  Peter Schnittger

| Số | VT | Cầu thủ             | Ngày sinh (tuổi)           | Trận | Bàn | Câu lạc bộ\|    |
| -- | -- | ------------------- | -------------------------- | ---- | --- | --------------- |
|    | TM | Jean-Parade Egoué   |                            |      |     |                 |
|    | TM | Bernard M'Bengalack |                            |      |     |                 |
|    | HV | Norbert Owona       |                            |      |     |                 |
|    | HV | Simo Apollin        |                            |      |     |                 |
|    | HV | Paul N'Lend         |                            |      |     |                 |
|    | HV | Jean-Paul Akono     | 1 tháng 1, 1952 (20 tuổi)  |      |     |                 |
|    | HV | Michel Kaham        | 1 tháng 6, 1952 (19 tuổi)  |      |     |                 |
|    | HV | Evou Boulon         |                            |      |     |                 |
|    | TV | Jean-Marie Tsébo    |                            |      |     |                 |
|    | TV | François N'Doumbé   | 30 tháng 1, 1954 (18 tuổi) |      |     |                 |
|    | TV | Jean Moutassié      |                            |      |     |                 |
|    | TV | Emmanuel Mvé        |                            |      |     |                 |
|    | TV | Paul-Gaston Ndongo  |                            |      |     |                 |
|    | TĐ | Charles Léa         | 16 tháng 1, 1951 (21 tuổi) |      |     | Canon Yaoundé   |
|    | TĐ | Philippe Mouthé     |                            |      |     |                 |
|    | TĐ | Jean Manga-Onguene  | 12 tháng 6, 1946 (25 tuổi) |      |     | Canon Yaoundé   |
|    | TĐ | Jean-Pierre Tokoto  | 26 tháng 1, 1948 (24 tuổi) |      |     |                 |
|    | TĐ | Joseph Yegba Maya   | 8 tháng 4, 1944 (27 tuổi)  |      |     | US Valenciennes |
|    | TĐ | Jean-Baptiste Ndoga |                            |      |     |                 |

### Kenya
Huấn luyện viên:  Jonathan Niva

| Số | VT | Cầu thủ           | Ngày sinh (tuổi) | Trận | Bàn | Câu lạc bộ\|    |
| -- | -- | ----------------- | ---------------- | ---- | --- | --------------- |
|    | TM | James Siang'a     |                  |      |     | Gor Mahia       |
|    | HV | Jonathan Niva     |                  |      |     | Gor Mahia       |
|    | HV | Austin Oduor      |                  |      |     |                 |
|    | HV | Samson Odore      |                  |      |     | Kenya Breweries |
|    | HV | Charles Makunda   |                  |      |     |                 |
|    | HV | Daniel Anyanzwa   |                  |      |     |                 |
|    | TV | Peter "Pelé" Ouma |                  |      |     |                 |
|    | TV | Allan Thigo       |                  |      |     | Gor Mahia       |
|    | TV | Jackson Aluko     |                  |      |     | Gor Mahia       |
|    | TĐ | John Nyawanga     |                  |      |     |                 |
|    | TĐ | Chege Ouma        |                  |      |     |                 |
|    | TĐ | Nicodémus Arudhi  |                  |      |     |                 |
|    |    | John Chore        |                  |      |     | Gor Mahia       |
|    |    | Stephen Yongo     |                  |      |     | Gor Mahia       |

### Mali
Huấn luyện viên:  Karl-Heinz Weigang

| Số | VT | Cầu thủ             | Ngày sinh (tuổi)           | Trận | Bàn | Câu lạc bộ\|   |
| -- | -- | ------------------- | -------------------------- | ---- | --- | -------------- |
|    | TM | Séydou Traoré       |                            |      |     |                |
|    | TM | Bassirou Diamoutèné |                            |      |     |                |
|    | TM | Mamadou Keita       |                            |      |     |                |
|    | HV | Talibé Diané        |                            |      |     |                |
|    | HV | Kidian Diallo       | 1944                       |      |     | AS Real Bamako |
|    | HV | Moctar Maïga        |                            |      |     |                |
|    | HV | Idrissa Maiga       |                            |      |     |                |
|    | HV | Checkna Traoré      |                            |      |     |                |
|    | HV | Idrissa Coulibaly   |                            |      |     |                |
|    | HV | Cheick Sangaré      |                            |      |     |                |
|    | TV | Adama Traoré        |                            |      |     |                |
|    | TV | Boubacar Traoré     |                            |      |     |                |
|    | TV | Ousmane Traoré      |                            |      |     |                |
|    | TĐ | Bako Touré          | 7 tháng 12, 1939 (32 tuổi) |      |     | Blois          |
|    | TĐ | Issa Yatayasse      |                            |      |     |                |
|    | TĐ | Salif Keïta         | 8 tháng 12, 1946 (25 tuổi) |      |     | Saint-Étienne  |
|    | TĐ | Moussa Traoré       | 2 tháng 12, 1952 (19 tuổi) |      |     | Stade Malien   |
|    | TĐ | Sadia Cissé         |                            |      |     |                |
|    | TĐ | Moussa Diakhité     |                            |      |     |                |
|    | TĐ | Fantamady Keita     | 25 tháng 9, 1949 (22 tuổi) |      |     | AS Real Bamako |
|    | TĐ | Cheikh Diallo       |                            |      |     |                |
|    | TĐ | Idrissa Kanté       |                            |      |     |                |

### Togo
Huấn luyện viên:  Gottlieb Göller

| Số | VT | Cầu thủ            | Ngày sinh (tuổi)           | Trận | Bàn | Câu lạc bộ\|           |
| -- | -- | ------------------ | -------------------------- | ---- | --- | ---------------------- |
|    | TM | Tommy Sylvestre    | 31 tháng 8, 1946 (25 tuổi) |      |     | Étoile Filante de Lomé |
|    | HV | Damawuzan Ayitégan |                            |      |     |                        |
|    | HV | Ohin Anyaku        |                            |      |     |                        |
|    | HV | Hermann Hunkpati   |                            |      |     |                        |
|    | HV | Sanni Kponton      |                            |      |     |                        |
|    | TV | Emmanuel Atsou     |                            |      |     |                        |
|    | TV | Luc Agbala         | 23 tháng 9, 1947 (24 tuổi) |      |     | Dynamic Togolais       |
|    | TV | Michel Sokpo       |                            |      |     |                        |
|    | TV | Arnold Nyémébuéo   |                            |      |     |                        |
|    | TĐ | Omer Sadji         |                            |      |     |                        |
|    | TĐ | Edmond Apéti Kaolo |                            |      |     |                        |
|    | TĐ | Covi Adé           |                            |      |     |                        |
|    | TĐ | Clément Kpadé      |                            |      |     |                        |
|    | TĐ | Pindra Sawoè       |                            |      |     |                        |

## Bảng B

### Congo
Huấn luyện viên: Adolphe Bibanzoulou

| Số | VT | Cầu thủ                 | Ngày sinh (tuổi)            | Trận | Bàn | Câu lạc bộ\|     |
| -- | -- | ----------------------- | --------------------------- | ---- | --- | ---------------- |
|    | TM | Maxime Matsima          | 18 tháng 11, 1940 (31 tuổi) |      |     |                  |
|    | TM | Emmanuel Mboungou       |                             |      |     |                  |
|    | TM | Paul Tandou             |                             |      |     |                  |
|    | HV | Serge Samuel Boukaka    |                             |      |     |                  |
|    | HV | Gabriel Dengaki         | 7 tháng 11, 1952 (19 tuổi)  |      |     |                  |
|    | HV | Jacques Yvon Ndolou     |                             |      |     |                  |
|    | HV | Joseph Ngassaki         |                             |      |     |                  |
|    | HV | Alphonse Niangou        |                             |      |     |                  |
|    | HV | Gabriel "Njo Léa" Samba |                             |      |     |                  |
|    | TV | Jean-Bertrand Balékita  |                             |      |     |                  |
|    | TV | Joseph Matongo          |                             |      |     |                  |
|    | TV | Emmanuel Mayanda        |                             |      |     |                  |
|    | TV | Paul Mbemba             |                             |      |     |                  |
|    | TV | Félix Mfoutou           |                             |      |     |                  |
|    | TV | Noël Minga-Tchibinda    |                             |      |     |                  |
|    | TĐ | François M'Pelé         | 13 tháng 7, 1947 (24 tuổi)  |      |     | AC Ajaccio       |
|    | TĐ | Jonas Bahamboula        | 2 tháng 2, 1949 (23 tuổi)   |      |     | Diables Noirs    |
|    | TĐ | Paul Moukila            | 6 tháng 6, 1950 (21 tuổi)   |      |     | CARA Brazzaville |
|    | TĐ | Jean-Michel M'Bono      | 27 tháng 1, 1946 (26 tuổi)  |      |     | Étoile du Congo  |
|    | TĐ | Augustin Ndouli         |                             |      |     |                  |
|    | TĐ | Jean-Michel Ongagna     |                             |      |     |                  |
|    | TĐ | Gilbert Poaty           |                             |      |     |                  |

### Maroc
Huấn luyện viên:  Sabino Barinaga and  Abderrahmane Mahjoub

| Số | VT | Cầu thủ              | Ngày sinh (tuổi)           | Trận | Bàn | Câu lạc bộ\|      |
| -- | -- | -------------------- | -------------------------- | ---- | --- | ----------------- |
|    | TM | Allal Ben Kassou     | 1941                       |      |     |                   |
|    | HV | Ahmed Najah          |                            |      |     |                   |
|    | HV | Larbi Ihardane       |                            |      |     |                   |
|    | HV | Mustapha Tahir       |                            |      |     |                   |
|    | HV | Labd Khalifa         | 1955                       |      |     |                   |
|    | HV | Abdallah Lamrani     | 1946                       |      |     |                   |
|    | HV | Boujemaa Benkhrif    | 1947                       |      |     |                   |
|    | HV | Abdelkader El Khiati | 1945                       |      |     |                   |
|    | TV | Larbi Chebbak        |                            |      |     |                   |
|    | TV | Mohamed Maaroufi     | 1947                       |      |     |                   |
|    | TV | Maouhoub Ghazouani   | 1948                       |      |     |                   |
|    | TV | Mustapha Choukri     | 1947                       |      |     |                   |
|    | TĐ | Abdallah Tazi        | 1945                       |      |     |                   |
|    | TĐ | Ahmed Faras          | 7 tháng 12, 1946 (25 tuổi) |      |     | Chabab Mohammedia |
|    | TĐ | Mohamed El Filali    | 9 tháng 7, 1945 (26 tuổi)  |      |     |                   |

### Sudan
Huấn luyện viên: Abdel-Fattah Hamad Abu-Zeid

| Số | VT | Cầu thủ                    | Ngày sinh (tuổi)          | Trận | Bàn | Câu lạc bộ\|          |
| -- | -- | -------------------------- | ------------------------- | ---- | --- | --------------------- |
|    | HV | Abdella "Kaunda" El-Ser    |                           |      |     | Al-Merreikh           |
|    | TV | Najm-Eddine Hassan (C)     | 1945                      |      |     | Al-Neel SC (Khartoum) |
|    | TV | Sanad Bushara Abdel-Nadief |                           |      |     | Al-Merreikh           |
|    | TV | Ahmed Bushara Wahba        | 1 tháng 1, 1943 (29 tuổi) |      |     | Al-Merreikh           |
|    | TĐ | Kamal Abdel Wahab          |                           |      |     |                       |
|    | TĐ | Hasabu El-Sagheer          |                           |      |     | Burri                 |

### Zaire
Huấn luyện viên: Blagoje Vidinić 

| Số | VT | Cầu thủ             | Ngày sinh (tuổi)            | Trận | Bàn | Câu lạc bộ\| |
| -- | -- | ------------------- | --------------------------- | ---- | --- | ------------ |
|    | TM | Pombi Litinda       |                             |      |     |              |
|    | TM | Kazadi Mwamba       | 6 tháng 3, 1947 (24 tuổi)   |      |     |              |
|    | HV | Joseph Lungwila     |                             |      |     |              |
|    | HV | Bwanga Tshimen      | 4 tháng 1, 1949 (23 tuổi)   |      |     | TP Mazembe   |
|    | HV | Mwanza Mukombo      | 17 tháng 12, 1945 (26 tuổi) |      |     |              |
|    | HV | Julien Kialunda     | 24 tháng 4, 1940 (31 tuổi)  |      |     | Anderlecht   |
|    | TV | Kidumu Mantantu     | 17 tháng 11, 1946 (25 tuổi) |      |     |              |
|    | TV | Kilasu Massamba     | 22 tháng 12, 1950 (21 tuổi) |      |     |              |
|    | TV | Léonard Saïdi       | 24 tháng 11, 1941 (30 tuổi) |      |     | TP Mazembe   |
|    | TV | Tshinabu Wa Munda   | 8 tháng 5, 1946 (25 tuổi)   |      |     |              |
|    | TV | Kafula Ngoie        | 11 tháng 11, 1945 (26 tuổi) |      |     |              |
|    | TV | Benjamin Mutombo    |                             |      |     |              |
|    | TĐ | Mayanga Maku        | 31 tháng 10, 1948 (23 tuổi) |      |     |              |
|    | TĐ | Kakoko Etepe        | 22 tháng 11, 1950 (21 tuổi) |      |     | CS Imana     |
|    | TĐ | Jean Kalala N'Tumba | 7 tháng 1, 1949 (23 tuổi)   |      |     |              |